# Герман Осерский
Ге́рман Осе́рский (Жермен; фр. Germain d’Auxerre, лат. Germanus Autissiodorensis; около 378, Осер — 31 июля 448, Равенна) — один из самых почитаемых во Франции святых, епископ, покровитель Осера.

## Биография
Герман происходил из богатой галло-римской семьи, получил образование в Осере, изучал право в Риме. Принял христианство уже в зрелом возрасте, был рукоположён в священники, а в 418 году стал епископом Осерским после смерти святого Аматора.
Герман способствовал созданию большого количества общежительных монастырей — за сто лет до рождения Бенедикта Нурсийского и массового распространения монашества бенедиктинского типа по Европе, Герман Осерский и Мартин Турский стали родоначальниками монашества галльского типа. Дважды — в 429 и в 445 году (совместно с Лупом Труаским) — посещал Британию, где способствовал созданию монастырей и борьбе с ересями, в первую очередь с пелагианством.
В 432 году он рукоположил в епископы Патрика, ставшего просветителем Ирландии. Ученицей святого Германа была святая Камилла, которая отправилась с ним в Осер, где стала затворницей.
Умер св. Герман 31 июля 448 года в Равенне. Останки святого Германа покоятся в крипте аббатства Сен-Жермен в Осере. Сочинения св. Германа полностью утрачены.

## Почитание
Память святого Германа отмечается в Римско-католической церкви и в православных церквях 31 июля (а в тех, которые сохраняют юлианский календарь, память попадает на 13 августа нового стиля). 9 марта 2017 года решением Священного синода Русской православной церкви имя «святителя Германа, епископа Осерского» было внесено в месяцеслов Русской православной церкви, что означает его общецерковную канонизацию.